# Виссарион (Пую)
Митрополи́т Виссарио́н (рум. Mitropolit Visarion, в миру Виктор Пую, рум. Victor Puiu; 27 сентября 1879, Пашкань, жудец Яссы — 10 августа 1964, Вьель-Мэзон) — румынский православный митрополит, в 1948—1958 годы — глава Западно-Европейской румынской епархии Русской Православной Церкви Заграницей, до 1950 года — епископ Румынской православной церкви.

## Биография
Родился в 1879 году в Пашкань Ясского жудеца Румынии, первым из трёх детей в семье священника Иоанна из Гиров-Нямца и Елены, дочери купца из Романа.
Завершив начальное образование в родном городке, получил образование в 1893—1896 годах в Романской духовной семинарии, в 1896—1900 годах в Ясской духовной семинарии, в 1900—1904 годах на Богословском факультете Бухарестского университета, откуда получил лицентиат по богословию. С января 1907 по июль 1908 года обучался в Киевской духовной академии.
22 декабря 1905 года был пострижен в монашество, тремя днями позже рукоположён во иеродиакона в румынской часовне в Париже. С 1905 года служил в Воеводинском соборе Романа, а с 1908 года — в Никольском соборе Галаца.
6 декабря 1908 года в Галацком соборе был рукоположён во иеромонаха митрополитом Молдавским Пименом и возведён в достоинство архимандрита 1 января 1909 года. Тремя месяцами позже был назначен протосингелом Нижне-Дунайской епархии и ректором Галацкой духовной семинарии.
После оккупации Бессарабии Румынией, 1 сентября 1918 года был назначен ректором Кишинёвской духовной семинарии, а два месяца спустя также благочинным («экзархом») монастырей Бессарабии.
В 1918—1919 годах работал в госпитале для раненых солдат. Также возглавлял историко-археологическое общество Кишинёва.
17 марта 1921 года был избран епископом Арджешским. 25 марта того же года в городе Куртя последовала его хиротония, возглавленная митрополитом Валашским Мироном (Кристей) в Бухарестском митрополичьем соборе, и инвеститура произведенная королём Фердинандом. Настолование в Куртя-де-Арджеском соборе состоялось двумя днями позже.
С мая 1923 по ноябрь 1935 года — глава Хотинской епархии с резиденцией в Бельцах.
В 1935 году — возглавляет Буковинскую митрополию с резиденцией в Черновцах.
16 ноября 1942 года назначен главой православной миссии румынской провинции Транснистрия с резиденцией в Одессе.
Благодаря его личным качествами, в отличие от других оккупированных румынами земель СССР, дозволял в богослужении церковно-славянский язык и юлианский календарь. По надобности он даже сам проповедовал по-русски, а при румынской духовной миссии по его благословению были организованы курсы изучения русского и церковнославянского языков для священнослужителей-румын, служащих под его руководством. При нём открылось много церквей, было начато дело помощи обездоленным и детям, в Дубоссарах была создана духовная семинария. В результате, его принимали как подлинного архипастыря, а не как оккупанта.
Тем не менее, такая его политика вызывала неприятие как светских, так и церковных властей в Румынии, и 14 декабря 1943 года он был уволен от управления кафедрой.
В августе 1944 года — эмигрирует из Румынии, опасаясь преследований за то, что он возглавлял церковные власти на оккупированных территориях.
21 февраля 1946 года Народный трибунал в Бухаресте заочно приговаривает его к смертной казни за работу на оккупированных территориях.
После Швейцарии, митрополит Виссарион жил в Германии.
В 1948 году митрополит Виссарион объявил об организации Западно-Европейской румынской епархии «в зависимости от юрисдикции Православного Русского Синода…» Зарубежной Церкви. Своей кафедрой он определил румынский Парижский Архангельский храм.
C 1949 года обосновался во Франции, — в департаментах Драгиньян и Овернь, осев затем в деревне, в департаменте Эна, на восток от Парижа.
С 1949 — первоиерарх Румынской православной церкви за границей (в общении с РПЦЗ до 1998 года).
Священный Синод Румынской православной церкви под давлением светской коммунистической власти лишил его монашества, изверг из Церкви, и осудил его как предателя 29 марта 1950 года. Сам митрополит Виссарион и его паства не приняли этого решения.
Митрополит пытался основать епархию с целью объединить румынское рассеяние в Западной Европе, но оказался безуспешен. 1 апреля 1958 года митрополит Виссарион распустил основанную им епархию, объявив что не желает прикрывать именем Церкви политические интересы членов его паствы, и ушёл на покой в деревню Вьель-Мэзон.
Скончался 13 августа 1964 года и был погребён на местном кладбище на следующий день.

## Сочинения
- Preţii săteşti, Bucureşti, 1902, 75 P. (ed. a II-a, 1925).
- Creştinism şi naţionalitate. Teză pentru licenţa, Bucureşti, 1904, 105 p.
- Câteva cuvântări bisericeşti, Bucureşti, 1904, 105 p.
- Din călătoriile ieromonahului rus Partenie prin Moldova. Traducere din ruseşte, Vălenii de Munte, 1910, 53 p.
- Mănăstirile de călugăriţe. Schiţe istorice, Bucureşti, 1910.
- Din istoria vieţii monahale, Bucureşti, 1911, 116 p.
- Mănăstirile din Basarabia, Chişinău, 1919, 95 p.
- Predici pentru oraşe, Chisinău, 1920, 232 p.
- Glas în pustie, Chişinău, 1931, 1935.
- Documente basarabene, 2 vol., Chişinău, 1928—1938 (în colaborare cu Stefan Berechet, Stefan Ciobanu, Leon T. Boga şi Constantin Tomescu)